# Застолбье
За́столбье (карел. Zuastolbi) — село в Рамешковском районе Тверской области. На начало 2008
года население — 368 жителей. Административный центр сельского поселения Застолбье,
образованного в 2005 году.

## География
Расположено в 17 километрах к югу от районного центра Рамешки, на старой дороге «Тверь—Бежецк», новая трасса обходит село с востока. С запада к селу примыкает деревня Колупаново, в 5 км есть деревня Ново-Застолбье.

## История
Древнее село, в XIV веке значилось как приграничное поселение Новгородской земли с Тверским княжеством. По переписным книгам XVII века следует, что Застолбье раньше располагалось на месте
современной деревни Берег у реки Медведицы. В XVII-XIX веках через село проходила дорога из Торжка через Замытье на Ильгощи, Волосково, и далее на Кашин, Переяславль, Владимир. Ещё в начале XX века по ней ездили на ярмарки в сёла Замытье, Ильгощи и далее. Застолбье имело и второе, местное название — Штаб, по преданию оно связано с расселением здесь Екатериной II на пустующих землях штабных военнослужащих.
В 1859 году Застолбье значилось погостом одноименной волости Бежецкого уезда, состав населения — священно- и церковнослужители, было 7 дворов, 41 житель. Церковь Вознесения, каменная, построена в 1798 году. В 1872 году основана земская школа. В 1914 году в Застолбском приходе было 17 деревень с населением 3197 человек.
1 декабря 1917 года в Застолбской волости установлена Советская власть. В 1929 году создан колхоз «Вперед». В 1934 году Застолбье центр сельсовета, 11 хозяйств, проживали 93 человека, была школа I ступени, изба-читальня, работали чайная, магазин,
кузница.
С 1935 по 1956 год Застолбье центр сельсовета Кушалинского района Калининской области.
В 2001 году в селе 28 домов (в том числе многоквартирных), в них постоянно проживали 438 человек, 14 домов — собственность наследников и дачников. В селе работает почтовое отделение, средняя школа с интернатом, библиотека, медпункт, АТС, несколько магазинов. Село и окрестные деревни газифицированы.

## Население
| 1859 | 1936 | 1989 | 2002 | 2008 | 2010 |
| ---- | ---- | ---- | ---- | ---- | ---- |
| 41   | ↗93  | ↗350 | ↗358 | ↗368 | →368 |